# 会津美里警察署
会津美里警察署（あいづみさとけいさつしょ）は、かつて存在した福島県警察の警察署。
2010年4月1日より組織変更にともない、会津若松警察署会津美里分庁舎（あいづわかまつけいさつしょあいづみさとぶんちょうしゃ）となった。

## 管轄区域
- 大沼郡会津美里町

## 所在地
- 福島県大沼郡会津美里町字鹿島3057-1

## 沿革
- 1875年9月 - 若松警察署高田分署と改称
- 1884年9月 - 高田警察署に改称
- 1887年 - 大沼警察署に改称
- 1901年 - 再び高田警察署に改称
- 1922年 - 庁舎を新築移転
- 1948年3月 - 自治体警察高田町警察署が設置。他の地域は国家地方警察管轄とし高田地区警察署と改称
- 1951年10月 - 警察法の一部改正に伴い同署を廃止し、高田地区警察署に統合
- 1954年7月 - 警察制度改革により高田警察署に改称
- 1955年3月 - 合併して町名が会津高田町に変更したため、署名も会津高田警察署に改称
- 1965年3月 - 現在地に新築移転
- 2004年7月 - 現在地に新庁舎建設開始
- 2005年10月1日 - 新庁舎完成、管内3町村が合併し会津美里町となったことに併せ、署名を「会津美里警察署」に改称
- 2010年4月1日 - 会津若松警察署の会津美里分庁舎に組織変更[1]

## 交番
なし

## 駐在所
- 本郷駐在所（会津美里町字北川原）
- 尾岐駐在所（会津美里町吉田字村中乙）
- 新鶴駐在所（会津美里町鶴野辺字八幡乙）